# Bentheim-Bentheim
Bentheim-Bentheim fou una branca o línia del comtat de Bentheim, formada pels territoris originals. Com a sobirana va existir del 1277 a 1530; efímerament del 1606 al 1632 (a la mort d'Arnold III de Bentheim-Steinfurt, per divisió entre els seus fills, i que va tenir com únic sobirà al comte Guillem Enric 1606-1632 retornant a la seva mort sense fills mascles a Bentheim-Steinfurt; i per segona vegada de 1643 a 1753. Després fou mediatitzada per Hannover fins al 1803. El comtat mediatitzat va passar al gran ducat de Berg el 1803, a França el 1810, i a Prússia el 1813; per un acord de 1819 fou retornat a Hannover però el 1866 va passar amb aquest regne a Prússia.

## Bentheim-Bentheim (primera)
- Egbert 1277-1305
- Joan 1305-1333
- Simó 1333-1348
- Otó III 1348-1364 d. 1379
- Bernat I 1364-1421
- Eberwin 1421-1454
- Bernat II 1454-1473
- Eberwin I 1473-1530
- A Bentheim-Steinfurt 1530 (fins al 1643)

## Bentheim-Bentheim (segona)
- Felip Conrad 1643-1668
- Arnold Moritz 1668-1701
- Herman Frederic 1701-1723 (+1731)
- Lluís Francesc 1723-1731
- Frederic Carles 1731-1753 (+1803)
- A Hannover 1753 (fins a 1803)
- A Ducat de Berg 1803-1806 (ocupació francesa)
- A Gran Ducat de Berg 1806-1813 (ocupació francesa de facto 1809/1810 a 1813)
- A Prússia 1813-1819
- A Hannover 1819-1866
- A Prússia 1866